# 万丰站
万丰站（韓語：만풍역）是朝鮮民主主義人民共和國平安南道肃川郡的一個鐵路車站，属于南洞线。

## 邻近车站
南洞线
鹽田站 - 万丰站 - 南洞站